# Charles Burns
Charles Burns (nascido em 27 de setembro de 1955) é um cartoonista americano, ilustrador e diretor de cinema. Burns é conhecido pelo seu meticulosa arte-final em alto contraste e histórias assustadoras.

## Biografia
Mora em Filadélfia com a sua esposa, a pintora Susan Moore, e duas filhas pequenas, Ava e Rae-Rae. Seu pai era um oceanógrafo do governo. A família mudava-se com freqüência, tendo morado no Colorado, Maryland e Missouri antes de se estabelecer em Seattle, quando Burns estava na quinta série.

## Trabalho
Os primeiros trabalhos de Charles Burns incluem ilustrações para o fanzine Sub Pop, mas ele ganhou notoriedade quando seus quadrinhos foram publicados pela primeira vez nas primeiras edições da RAW, revista avant-garde de quadrinhos fundada em 1980 por Françoise Mouly e Art Spiegelman.
A maioria dos contos de Burns, publicados em vários edições ao longo das décadas, foram posteriormente recolhidos nos três volumes da "Biblioteca de Charles Burns":
- El Borbah (1999);
- Big Baby (2000);
- e Skin Deep (2001)

Um quarto e último volume, "Bad Vibes", ainda não foi publicado.
De 1993 a 2004, ele publicou os 12 capítulos da sua premiada graphic novel Black Hole, ganhadora do Eisner Award de Melhor Álbum de 2006, e de nove Harvey Awards. Em outubro de 2005, ele lançou uma coleção um pouco "remasterizada" de Black Hole em capa dura. Em 2007, Burns contribuíram com material para a antologia de animações de terror francês chamada "Peur(s) Du Noir" (ou no inglês, Fear(s) of the dark).

## Obra publicada no Brasil
- Black Hole (2007, Conrad. 2017, DarkSide Books)
- Sem Volta (2018, Companhia das Letras)
- Big Baby (2019, DarkSide Books)
- El Borbah (2020, DarkSide Books)

Também teve histórias curtas publicadas com outros autores na revista Animal, nº 1 (1988) e Little Lit: Fábulas e Contos de Fadas em Quadrinhos (2003).